# Rhododendron leishanicum
Rhododendron leishanicum là một loài thực vật có hoa trong họ Thạch nam. Loài này được W.P. Fang & S.S. Chang ex D.F. Chamb. miêu tả khoa học đầu tiên năm 1982.